# Colegio de San Buenaventura (Sevilla)

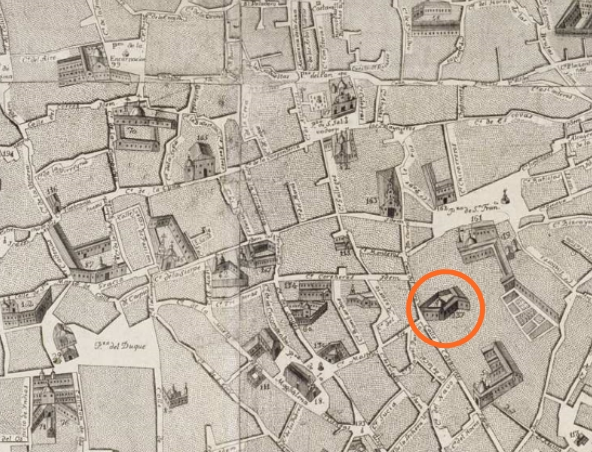
Colegio de San Buenaventura (señalado en naranja). Plano de Sevilla del asistente Pablo de Olavide de 1771.

El colegio de San Buenaventura fue un centro de estudios de Sevilla dirigido por los franciscanos menores observantes, creado en el 1600 y clausurado en el siglo XIX. El colegio estaba dotado de una iglesia y un convento de esta orden.

## Historia
Los franciscanos menores observantes quisieron constituir un colegio donde se impartiese Teología y Sagrada Escritura. Su promotor fue fray Luis Rebolledo, provincial franciscano de Andalucía. Con el beneplácito del definitorio o asamblea provincial, logró también la aprobación en el capítulo general de la orden, celebrado en el Convento de Araceli de Roma. Los estatutos fueron aprobados por Gregorio XI.
En sus inicios, el colegio contó con el mecenazgo de Isabel de Siria. Isabel era de Sevilla y viuda del aristócrata Andrés Corso de Casuche, natural de Córcega. Isabel donó una casa en la calle de la Mar (actual García de Vinuesa). En 1601 donó 1 000 ducados y varias joyas para la construcción del colegio y 46 251 maravedíes para la construcción de un retablo.
El pequeño espacio del que disponían en la calle de la Mar hizo que Isabel donara otra casa mayor en la calle Catalanes (actual Carlos Cañal). El colegio se trasladó a ese espacio en 1605, donde se ocupó también parte de la huerta de la cercana Casa Grande de San Francisco. El colegio limitaba al sur con la calle Pajería (actual Zaragoza). Desde el colegio se accedía a la calle Pajería a través del antiguo callejón de San Buenaventura. Isabel fue enterrada en la iglesia de este colegio conventual.
En 1626 donaron al convento 11 005 reales el corso Tomás de Mañara Leca y Colonna y su esposa, Jerónima de Vicentelo. Estos eran los padres de Miguel de Mañara, fundador del Hospital de la Caridad. En 1646, Tomás y Jerónima donaron 21 000 maravedíes y obtuvieron, además, el derecho a ser enterrados en la iglesia.
Al colegio se accedía por oposición. Acudieron estudiantes franciscanos de España e Irlanda. En él se estudiaba Teología, Metafísica, Filosofía y Artes. En 1633, en el capítulo general celebrado en Toledo, el general fray Juan Bautista de Campaña otorgó al colegio el estatus de centro de altos estudios teológicos otorgándole también la enseñanza de Controversias, Domáticas y Polémicas de la Fe. De esta forma, el Colegio de San Buenaventura de Sevilla se convirtió en el único colegio franciscano de toda la península con este nivel académico.
En 1648 consta que había en el convento del citado colegio veinticuatro personas. En 1769 había veintidós sacerdotes, once coristas, cuatro legos y cuatro donados.
Con la invasión francesa en 1810, el colegio fue convertido en cuartel y su iglesia fue utilizada como una cuadra. Además de expoliar los cuadros de la iglesia, también hicieron lo mismo con la abundante biblioteca con la que contaba el colegio. Tras la expulsión de los franceses, el recinto fue recuperado por los franciscanos, que tuvieron que repararlo.
Entre 1821, durante el Trienio Liberal, los franciscanos fueron expulsados otra vez y el inmueble fue usado como museo. Los frailes pudieron regresar nuevamente en 1824.
El convento fue exclaustrado y desamortizado en 1835, quedando la iglesia a cargo de un capellán. En 1840 el convento pasó a ser usado por el Segundo Batallón de la Milicia Urbana. También se usaron algunas dependencias como sede del gobierno militar y como casa de vecinos. Posteriormente, fue derribado parcialmente con motivo de los cambios urbanísticos. En 1881, los franciscanos adquirieron unas casas junto a la iglesia, inaugurando de nuevo el convento en 1892.